# Giro del Lazio 2007
Il Giro del Lazio 2007, settantatreesima edizione della corsa e valida come evento dell'UCI Europe Tour 2007 categoria 1.HC. Si svolse l'11 agosto 2007 su un percorso di 196 km. Fu vinta dall'italiano Gabriele Bosisio che giunse al traguardo con il tempo di 5h08'33", alla media di 38,114 km/h.
Partenza a Palestrina con 102 ciclilsti, dei quali 64 portarono a termine il percorso.

## Ordine d'arrivo (Top 10)
| Pos. | Corridore          | Squadra        | Tempo    |
| ---- | ------------------ | -------------- | -------- |
| 1    | Gabriele Bosisio   | Tenax-Menikini | 5h08'33" |
| 2    | Emanuele Sella     | Panaria        | s.t.     |
| 3    | Branislaŭ Samojlaŭ | Acqua & Sap.   | a 2"     |
| 4    | Kanstancin Siŭcoŭ  | Barloworld     | s.t.     |
| 5    | Santo Anzà         | Diquigiovanni  | s.t.     |
| 6    | Ruslan Pidhornyj   | Tenax-Menikini | a 25"    |
| 7    | Sergej Klimov      | Tinkoff        | a 2'13"  |
| 8    | Maurizio Varini    | Cer. Flaminia  | a 3'10"  |
| 9    | Francisco Vila     | Lampre         | a 3'14"  |
| 10   | Giairo Ermeti      | Tenax-Menikini | a 3'24"  |